# Hörlyrik
Hörlyrik bezeichnet als Oberbegriff lyrische Texte, die in der Regel schriftlich konzipiert, mündlich dargeboten und mithilfe von Tontechnik aufgezeichnet werden. Ebenso wie narrative Hörbücher und szenische Hörspiele werden Hörgedichte somit für die auditive Rezeption produziert.
Die Geschichte der Hörlyrik beginnt mit der Erfindung des Phonographen durch Thomas Alva Edison im Dezember 1877: Seither können die Stimmen der Lyriker – anfangs noch auf dem von Edison erfundenen Walzen-Phonograph bzw. auf wachsbeschichteten Grammophon-Sprechschallplatten – beim Vortragen ihrer Werke archiviert und somit stets neu gehört werden. Das in der Zeit des Fin de Siècle entstandene Genre der Hörlyrik muss von schriftlich fixierten Formen der Lyrik unterschieden werden, denn es steht im Zeichen der technischen Archivierung der menschlichen Stimme.
Hörlyrik ist als eigenständiges ästhetisches Phänomen zu verstehen, das sich aufgrund seiner technischen Speicherung auch von einem live dargebotenen mündlichen Vortrag unterscheidet, etwa im Sinne der mittelalterlichen Trobadordichtung, der Autorenlesung der Goethezeit oder der Slam Poetry. Hörlyrik entsteht im „Übergang von der Deklamation zu einer medientechnisch aufgeklärten Vorlesekunst“, bei welcher die menschliche Stimme auf eine bis dato unbekannte Art und Weise materialisiert wird. Hörgedichte übersteigen also kraft ihrer Fokussierung der Stimmlichkeit die Tradition der gedruckten Lyrik, kraft ihrer Medialisierung jedoch auch die Tradition der Deklamation, und zwar jeweils in Richtung einer für die Gattung Hörlyrik insgesamt kennzeichnenden Erneuerung der Prosodie, der rhythmischen Betonung im mündlichen Vortrag. Die Entstehung dieser Gattung resultiert aus den Möglichkeiten der akustischen Speicherung im medialen Zeitalter: Zum einen durch die CD, die einen signifikanten Wandel gegenüber Radio und Fernsehen unter anderem insofern darstellte, als sie aufgrund ihrer geringen Größe Gedichtbänden beigelegt werden konnte, die betreffenden Gedichte sich also erstmals sowohl als Schrifttexte als auch in akustischer Performanz zugleich rezipieren ließen. Diese auf der beigefügten CD nachhörbaren Audiotracks der Gedichte werden zudem im Falle der Lyrik – anders als in der Gattung der Hörbücher, bei denen die vertonten Romane überwiegend von Berufssprechern oder Schauspielern eingelesen werden – von den Autoren selbst gesprochen. Zum anderen entstand die Gattung der Hörlyrik aus der digitalen Bereitstellung von Lyrik im Internet, also auf den Webseiten der Lyriker oder auf Webseiten wie etwa Lyrikline, UbuWeb und PennSound. Diese präsentieren Gedichte als Audiodateien in der von den Autoren selbst gesprochenen Originalversion.